# Prionobrama
Prionobrama är ett släkte av fiskar. Prionobrama ingår i familjen Characidae.
Kladogram enligt Catalogue of Life:
| Prionobrama | \| \| glastetra \| \| \| \| \| \| Prionobrama paraguayensis \| \| \| \| |
|             | \| \| glastetra \| \| \| \| \| \| Prionobrama paraguayensis \| \| \| \| |
|             | glastetra                                                               |
|             |                                                                         |
|             | Prionobrama paraguayensis                                               |
|             |                                                                         |